# This Sentence Is True (The Previous Sentence Is False)
This Sentence Is True (The Previous Sentence Is False) é um álbum da cantora indo-britânica Sheila Chandra lançado em 2001.
Segundo a cantora, os inícios da produção do álbum começaram no verão de 1999, tendo a participação de sua Ganges Orchestra. O álbum possui uma orientação experimental, com diversas canções sussuradas e outras sem instrumentos musicais, apenas com o som da voz da cantora

## Faixas
1. This - 5:24
2. Mien - 3:23
3. Not a Word In the Sky - 4:40
4. Sentence - 5:20
5. Is - 3:53
6. True - 8:56
7. Abronecronedrone - ?

## Ficha
- Nick Pullen - violão
- Shankar-Ganesh Orchestra - Percussão indiana
- Paul James - Gaita de foles
- Richard Bragg and Norman Bragg - mandolins
- Steve Coe - teclados
- Sheila Chandra - vocais